# Modus vivendi

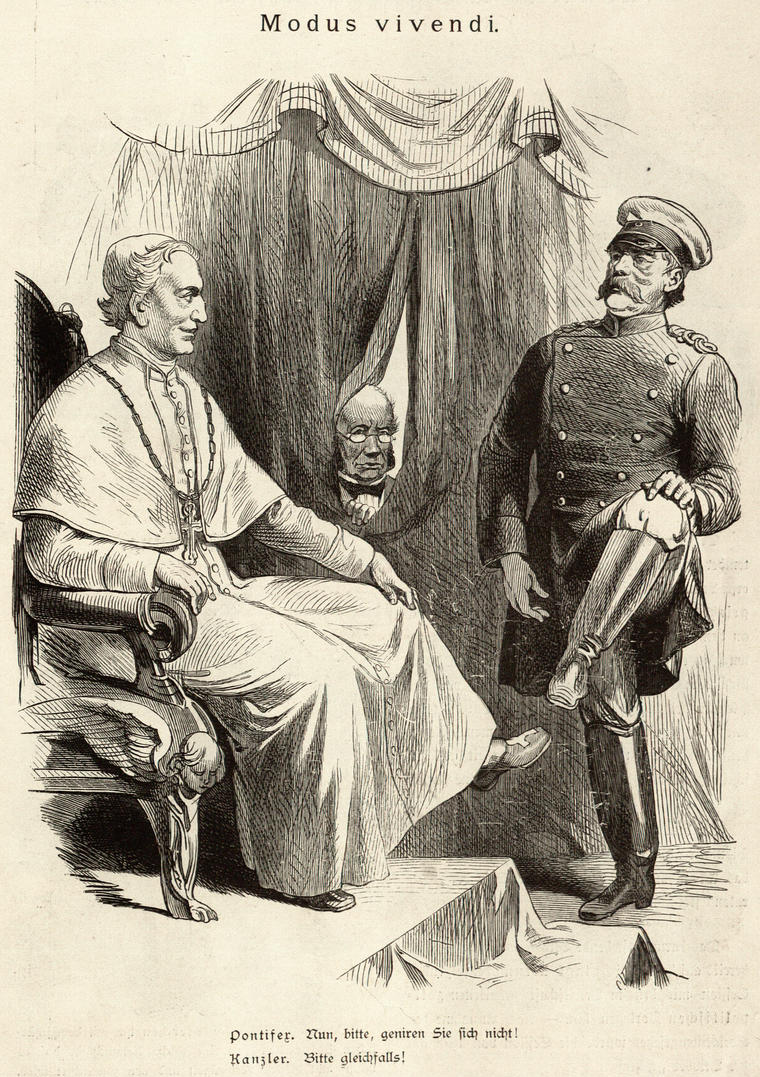
Карикатура «Modus vivendi» з Kladderadatsch, 1878, до Лева XIII і Бісмарка.
Підпис гласить:
Понтифік. А тепер, будь ласка, не соромтеся!
Канцлер. Будь ласка, також!

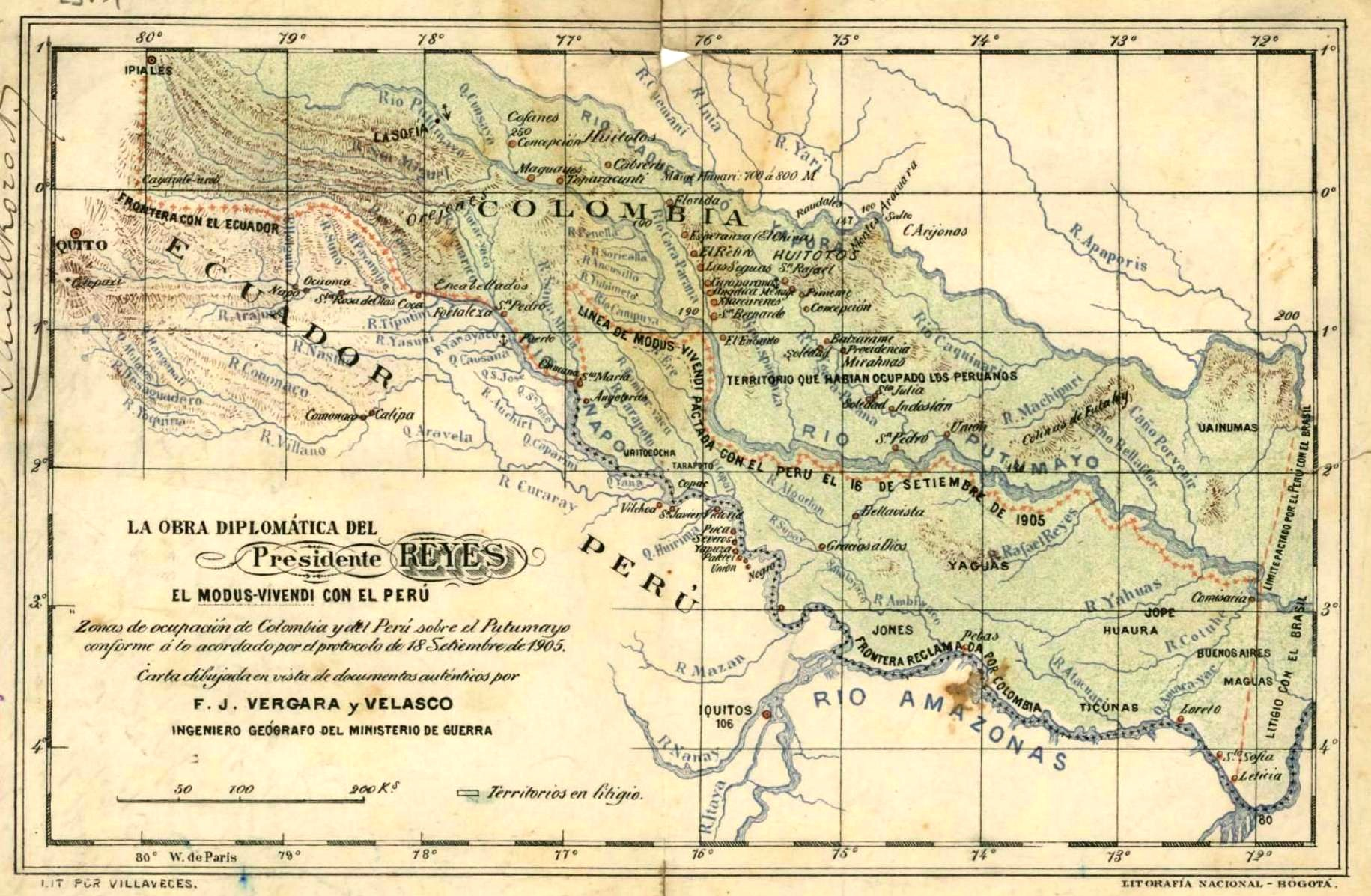
Modus vivendi між Колумбією та Перу щодо спірних регіонів навколо річки Путумайо, узгоджений протоколом від 18 вересня 1905.

Modus vivendi (від лат. modus — спосіб і лат. vivendi — жити) — латинська фраза, що означає згоду сторін співіснувати з різними поглядами на певний об'єкт незгоди. 
Фраза вживається в дипломатії для позначення неформальної домовленості між сторонами певного протистояння. Прикладами modus vivendi є перемир'я і домовленості про здачу в полон.